# آنتونیو جوائو
آنتونیو جوائو (به پرتغالی: Antônio João) یک منطقهٔ مسکونی در برزیل است که در ماتوگروسو جنوبی واقع شده‌است. آنتونیو جوائو ۱٬۱۴۴ کیلومتر مربع مساحت و ۹٬۰۲۰ نفر جمعیت دارد.